# Comté de Lafayette (Wisconsin)
Pour les articles homonymes, voir Comté de Lafayette.
Le comté de Lafayette est un comté situé dans l'État du Wisconsin aux États-Unis. Son siège est Darlington. Selon le recensement de 2000, sa population était de 16 137 habitants.